# きみづか縁
きみづか 縁（きみづか ゆかり、1964年7月22日 - ）は、日本の女性声優。東京都出身。オフィス海風所属。旧芸名：本間 ゆかり（ほんま ゆかり）。夫はイラストレーターのきみづか葵。

## 略歴
ウイットプロモーション、81プロデュースを経て、ぷろだくしょんバオバブに長年所属していたが退所、フリー期間の後オフィス海風に所属。

## 人物
趣味はF1観戦、ピアノ弾き語り、遺跡めぐり、神社めぐり。特技は芝居、朗読、歌唱（シャンソン他）、気功、ライアー演奏。

## 出演
太字はメインキャラクター。

### テレビアニメ
1991年
- ピグマリオ（アステシアの王女）
- わたしとわたし ふたりのロッテ（少女B）

1992年
- おにいさまへ（生徒B）
- ファンタジーアドベンチャー 長靴をはいた猫の冒険（光の精）

1993年
- 南国少年パプワくん（女子学生B、プレーリードック）

1994年
- 超くせになりそう（月風京子）
- おまかせスクラッパーズ（ジュディ）
- とんでぶーりん（男の子）

1995年
- アリス探偵局（ミケコ）
- ガジェット警部（女社員）

1996年
- ママはぽよぽよザウルスがお好き（女店員、バレエの先生）
- いじわるばあさん（テルエ）
- 逮捕しちゃうぞ（エミ）

1997年
- 吸血姫美夕（里）
- クレヨンしんちゃん（1997年 - 2021年、蚊ギャル、女の子、アナウンス）

1998年
- TRIGUN（サンディ）
- 魔術士オーフェン（使い魔）
- 時空探偵ゲンシクン（マリアの母）

1999年
- Bビーダマン爆外伝V（かわいこボンA）
- 名探偵コナン（1999年 - 2017年、安西京子、藤枝素華、相田素花、龍尾綾華、森田夏美、前原早紀）

2001年
- 爆転シュート ベイブレード（2001年 - 2003年、エミリー） - 2シリーズ
- PROJECT ARMS（ユーゴー・ギルバート）

2002年
- ドラえもん（テレビ朝日版第1期）（少女）

2003年
- 高橋留美子劇場 人魚の森（鮎）

2004年
- 月は東に日は西に 〜Operation Sanctuary〜（宇佐美玲）
- ブラック・ジャック（女性客B）

2006年
- はぴねす!（高峰ゆずは）

2009年
- ルパン三世VS名探偵コナン（女官A）

2011年
- ドラえもん（テレビ朝日版第2期）（2011年 - 2012年、水晶、亀吉のママ）

2012年
- エリアの騎士（なでしこ9番）

### 劇場アニメ
1995年
- KAZU&YASU ヒーロー誕生（三浦美華子）

### OVA
1993年
- POPS

1994年
- コズミック・ファンタジー 銀河女豹の罠

1995年
- 学校の幽霊
- 熱砂の惑星2 性の牝犬（ケイト・カーティス）

1996年
- 超特急ヒカリアン（ミナヨ）

2005年
- アンパンマンとはじめよう! シリーズ（ネコ美）
  - わかるかな いろ・かたち
  - 勇気りんりん！おゆうぎしようね

### Webアニメ
- めぐみ（2008年）

### ゲーム
1993年
- フィーンドハンター（ティアラ、エミリー）

1994年
- バステッド（アニタ）

1996年
- ガーディアンリコール 〜守護獣召喚〜（聖ゆかり、一の宮琴音〈PC版〉、一の宮鈴音〈PC版〉）

1998年
- Find Love 2 〜Rhapsody〜

1999年
- バトル昆虫伝（若戸萌）

2001年
- ぬくもりの中で（新橋美奈）
- プリズム・ハート（神弥無） - DC版

2002年
- Braveknight 〜リーヴェラント英雄伝〜（ルフィーナ＝ウェリア）

2003年
- はっぴ〜ぶり〜でぃんぐ（ほのか） - DC版
- はっぴ〜ぶり〜でぃんぐ 〜Cheerful Party〜（ほのか）

2004年
- カラフルBOX to Love（峰沢ゆか）
- 青い涙（ラナ）

2007年
- 許嫁（由重紗桜、マチルダ）
- はぴねす! でらっくす（高峰ゆずは）

2009年
- 桃華月憚 -光風の陵王-（和智紀香、東衣緒、天木恵子）

2014年
- 穢翼のユースティア Angel's blessing（クローディア）

2017年
- 快盗天使ツインエンジェル〜そして神話の乙女たち〜（神無月ちひろ）

2022年
- 穢翼のユースティア（クローディア） - PS4 / Nintendo Switch版

### ドラマCD
- くるくるトライアングル（1994年、殿様ゆかり）
- くるくる40（1995年、殿様ゆかり）
- 好きだよっ! 上巻 / 下巻（2002年、新橋美奈）
- 穢翼のユースティア（2011年、クローディア）

### 吹き替え

#### 映画
- 悪魔たち、天使たち（メラニー）
- カジュアリティーズ（オアンの妹）※フジテレビ版
- キッド
- 決戦・紫禁城
- ザ・ペーパー
- 6デイズ7ナイツ
- スターゲイト
- スネークアイズ
- スリープウォーカーズ
- スリー・リバーズ（キム・リー〈ジョディ・ロング〉）
- バーチュオシティ
- 背徳私小説
- パトリオット ※テレビ東京版
- ファストフード・ファストウーマン
- ベイビー・トーク2 リトル・ダイナマイツ
- マイ・ワンダフル・ライフ
- めぐり逢えたら（クラリス）※フジテレビ版
- レッド・ブロンクス

#### テレビドラマ
- X-ファイル (3)
- 踊ろう食べよう(20)※CS
- カリフォルニア・ドリーム
- 頼もしい職業犬達(12)※CS
- Dr.ワイズの子育て教室(9)(13)※BS
- フリッパー (1)(18)(30) ※WOWOW
- ペットプロジェクト※CS
- ヘブル・ヘルプ・アス (12)
- ボーイ・ミーツ・ワールド
- 炎のテキサス・レンジャー (22)(39)(101)(121)(136)(140)(202)(203)※CS

#### アニメ
- X-MEN（女ミュータント）
- ジョニー・ブラボー（リトル・スージー）※CS
- ザ・ランド・ビフォア・タイム
- テレサ アンナ ヘレナ 3つごのだいぼうけん（テレサ）

### Webラジオ
- 神社大好きラジオ（2018年5月 - 2019年10月、全3回。YouTube）
- Strawberry Cross（2013年）

### その他コンテンツ
- オモチャーらんど（声の出演）

## ディスコグラフィ

### 歌手参加楽曲
| 発売日 | 商品名 | 歌         | 楽曲                   | 備考                                                           |
| ------ | ------ | ---------- | ---------------------- | -------------------------------------------------------------- |
| 2008年 |        | 本間ゆかり | 「抱きしめた想いだけ」 | PCゲーム『Palmyra 〜熱砂の海と美なる戦姫〜』オープニングテーマ |